# Yuka Kharisma
Yuka Kharisma (n. 5 de octubre de 1987, Langsa, Aceh), es una cantante y compositora indonesia que reside actualmente en la ciudad de Kuala Lumpur, la capital de Malasia. Ella fue semifinalista en la quinta temporada de Indonesian Idol. En 2016, Yuka Kharisma fue reconocida en el 15.º festival de los premios Anugerah Planet Muzik, nominada como mejor intérprete femenina.

## Discografía

### Sencillos
- Kita Harus Percaya (2013)
- Dengan Tiada Luka (2014)
- Hati Berbisik (2015)
- Ku Bersedia (2015)
- Muara Cintaku (2016)